# Hydrozagadka

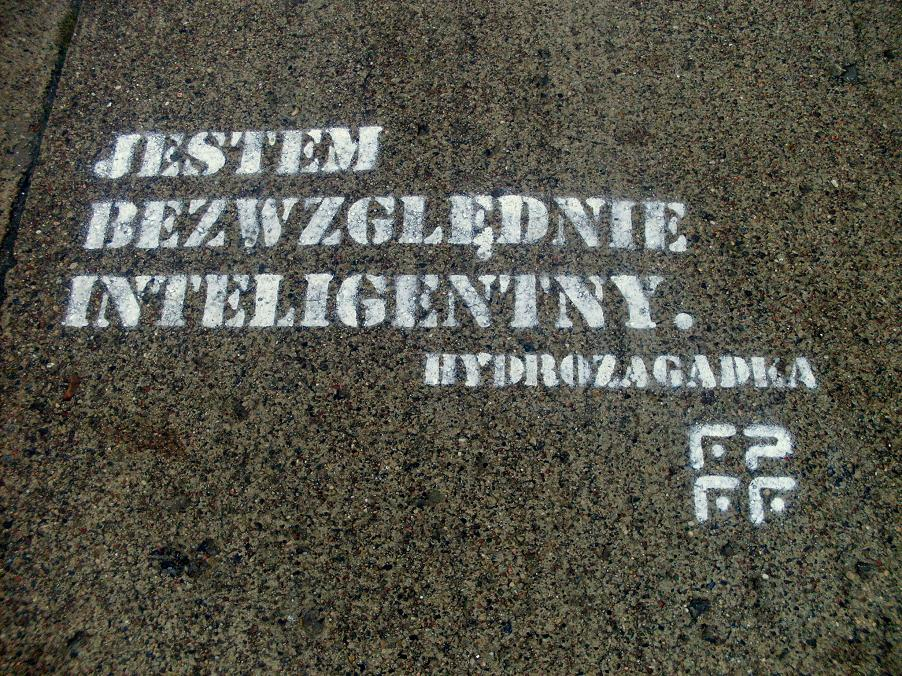
Trích dẫn từ phim 'Hydrozagadka' quảng bá tại Liên hoan phim Ba Lan lần thứ XXXIV tại Gdynia 2009

Hydrozagadka (tiếng Ba Lan: Hydro-puzzle) là bộ phim hài Ba Lan  về siêu anh hùng.

## Cốt truyện
Trong đợt nắng nóng mùa hè, toàn bộ nước ở thủ đô Warszawa biến mất một cách khó hiểu. Các nhà khoa học cầu cứu siêu anh hùng Ace để giải quyết vấn đề này. Ace phát hiện hóa ra là vùng đất Maharaja bí ẩn đang liên minh với Tiến sĩ xấu xa Spot hòng lấy cắp nước của Ba Lan và dẫn nó đến vùng đất của Maharaja.

## Nhận xét
Bộ phim mang hình thức giễu nhại theo lý tưởng Cộng sản về Siêu nhân và các phim siêu anh hùng khác của điện ảnh Hoa Kỳ. Tuy nhiên khán giả Ba Lan thay vào đó lại cảm thấy rằng bộ phim có vẻ như giễu nhại một cách hài hước các khía cạnh của cuộc sống Ba Lan dưới chế độ Cộng sản, chẳng hạn như những khẩu hiệu về một "cuộc sống tốt đẹp hơn. " 
Hydrozagadka được công chiếu lần đầu tiên vào ngày 30 tháng 4 năm 1971 trên truyền hình Ba Lan.

## Diễn viên
- Roman Kłosowski - Hoàng tử của Kabur
- Zdzisław Maklakiewicz - Tiến sĩ Spot
- Wiesław Michnikowski - Giáo sư Milczarek
- Józef Nowak - Jan Walczak / Ace
- Iga Cembrzyńska - Người phụ nữ trong quán bar
- Wiesława Mazurkiewicz - Người bán hoa
- Ewa Szykulska [pl] - Jola
- Jerzy Dobrowolski [pl] - Phiên dịch viên
- Jerzy Duszyński - Docent Frątczak
- Wiesław Gołas - Tài xế taxi
- Bolesław Kamiński [pl]
- Czesław Lasota [pl] - Bạn của Walczak
- Franciszek Pieczka - Thủy thủ
- Wojciech Rajewski [pl] - Bạn của Walczak
- Jerzy Turek
- Witold Skaruch - bạn của Walczak
- Andrzej Kondratiuk - người đánh xe ngựa

## Nhà sản xuất bộ phim
- Đạo diễn - Andrzej Kondratiuk
- Viết danh đề (credit) - Andrzej Kondratiuk, Andrzej Bonarski
- Quay phim - Zygmunt Samosiuk
- Âm nhạc - Waldemar Kazanecki
- Dựng cảnh - Jarosław Świtoniak
- Dựng phim - Jadwiga Zajicek
- Trang phục - Joanna Radzka, Alicja Ptaszyńska
- Điều hành sản xuất - Jerzy Rutowicz